# Bernhard Engelen
Bernhard Engelen (* 16. Oktober 1937 in Düsseldorf; † 22. Juli 2016) war ein deutscher Germanist und Hochschullehrer.

## Leben und Wirken
Nach seiner Reifeprüfung 1957 in Düsseldorf studierte Bernhard Engelen von 1958 bis 1965 Germanistik, Romanistik, Geschichte und Philosophie an der Universität Köln. Ein Studienjahr (1960/61) verbrachte er an der Universität Aix-Marseille. 1965 promovierte er an der Universität Köln bei Wolfgang Binder über „Die Synästhesien in der Dichtung Eichendorffs“. Von 1964 bis 1966 war er wissenschaftlicher Mitarbeiter an der Pädagogischen Hochschule Essen und bis 1970 am Institut für deutsche Sprache Mannheim. Von 1970 bis 1973 wirkte er als Hochschullehrer an der Pädagogischen Hochschule Heidelberg. Nach seiner Habilitation an der Pädagogischen Hochschule Münster 1972 war er dort bis 1978 Professor für Linguistik und Sprachdidaktik. Von 1978 bis zu seiner Emeritierung 2005 wirkte Engelen als Professor für Deutsche Sprache und Sprachdidaktik an der Universität Dortmund. 
Neben seinen Veröffentlichungen zur Grammatiktheorie und Syntax beschäftigte sich Engelen auch mit Kinderliteratur. 

## Veröffentlichungen (Auswahl)
- Referentielle und kontextuelle Determination des Wortinhaltes als Problem der Wortarten (= Forschungsberichte / Institut für Deutsche Sprache Mannheim, Bd. 6). Narr, Tübingen 1971.
- (Mitarb.): Theorie und Praxis im Deutschunterricht. Projekte und Vorschläge. Kösel, München 1975, ISBN 3-466-30132-7.
- Untersuchungen zu Satzbauplan und Wortfeld in der geschriebenen deutschen Sprache der Gegenwart. Zwei Bände. Hueber, München 1975, ISBN 3-19-006703-1 u. ISBN 3-19-006705-8 (= Habilitationsschrift Pädagogische Hochschule Münster).
- (mit Gerhard Frank): Deutsche Sprache. Strukturen, Formen, Ausdruck, Stil. T. 5, 6 u. 9. Herder, Freiburg/Br. 1977.
- Einführung in die Syntax der deutschen Sprache. Zwei Bände. Pädagogischer Verlag Burgbücherei Schneider, Baltmannsweiler 1984, ISBN 3-87116-154-3 u. ISBN 3-87116-160-8.
- Aufsätze zur Kinderliteratur. Geschichte – Rezeption – Sprache (= Kinder- und Jugendkultur, -literatur und -medien, Bd. 39). Lang, Frankfurt/M. 2005, ISBN 3-631-51702-5.
- Schwierige sprachliche Strukturen. Aufsätze zur deutschen Grammatik (= Arbeiten zur Sprachanalyse, Bd. 53). Lang, Frankfurt/M. 2010, ISBN 978-3-631-59093-5.

Festschrift
- Corinna Peschel (Hrsg.): Grammatik und Grammatikvermittlung [Bernhard Engelen zum 65. Geburtstag]. Lang, Frankfurt/M. 2002.